# Памятник Виктору Цою (Барнаул)

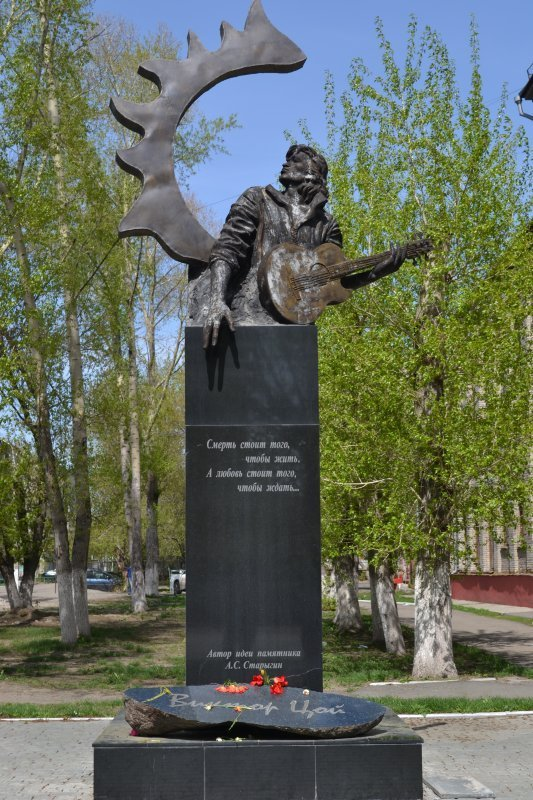
Памятник Цою в Барнауле.

Па́мятник Ви́ктору Цо́ю в Барнауле установили 20 ноября 2010 года при содействии спортсмена, предпринимателя, телеведущего и музыканта Александра Старыгина. Скульптура была установлена рядом с корпусом Алтайского педагогического университета на Социалистическом проспекте. После Москвы это второй памятник Виктору Цою в России.
Первоначально планировалось открытие в августе 2010 года в честь 20 лет со дня гибели Виктора Цоя, но мероприятие несколько раз откладывалось. Александр Старыгин учредил фонд для сбора денег на установку памятника, который пополнялся в том числе и от сборов благотворительных концертов. Сам Александр Старыгин погиб в октябре 2010 года, выпав из окна, но установка памятника была завершена инициативной группой фонда. Автор композиции — скульптор Сергей Кульгачев.

## Описание
Высота скульптуры составляет примерно четыре метра. Фигура Виктора Цоя отлита из бронзы и установлена на постамент из железобетона облицованного черным гранитом. Виктор изображён с гитарой в руках. Над головой Цоя находится огненный полукруг — отсылка к логотипу альбома «Звезда по имени Солнце».